# Sawino (Iwanowo, Sawinski)
Sawino (russisch Са́вино) ist eine Siedlung städtischen Typs in der Oblast Iwanowo in Russland mit 5507 Einwohnern (Stand 14. Oktober 2010).

## Geographie
Der Ort liegt etwa 50 km Luftlinie südsüdwestlich des Oblastverwaltungszentrums Iwanowo im Gebiet zwischen den linken Kljasma-Nebenflüssen Uwod und Schischegda.
Sawino ist Verwaltungszentrum des Rajons Sawinski sowie Sitz und einzige Ortschaft der Stadtgemeinde Sawinskoje gorodskoje posselenije.

## Geschichte
Der Ort entstand ab 1869 kurz nach dem Bau der Eisenbahnstrecke nach Iwanowo, als dort die Station Jegorjewskaja errichtet wurde. Später wurden der Bahnhof und die zugehörige Siedlung in Sawino umbenannt, nach dem wenig westlich gelegenen Dorf (heute unmittelbar an die städtische Siedlung anschließend und Teil der gleichnamigen Landgemeinde).
Am 25. Januar 1935 wurde die Stationssiedlung Sawino Verwaltungssitz eines neu geschaffenen, nach ihm benannten Rajons. 1938 erhielt sie den Status einer Siedlung städtischen Typs.

### Bevölkerungsentwicklung
| Jahr | Einwohner |
| ---- | --------- |
| 1939 | 3331      |
| 1959 | 6539      |
| 1970 | 7435      |
| 1979 | 7511      |
| 1989 | 7309      |
| 2002 | 6349      |
| 2010 | 5507      |

Anmerkung: Volkszählungsdaten

## Verkehr
Sawino besitzt einen Bahnhof bei Kilometer 381 (ab Moskau) der 1868 eröffneten Eisenbahnstrecke von Nowki (an der Strecke Moskau – Nischni Nowgorod) nach Iwanowo.
Durch die Siedlung führt die Regionalstraße 24N-133, die 30 km nordwestlich im benachbarten Rajonzentrum Leschnewo an der Zweigstrecke Wladimir – Iwanowo der föderalen Fernstraße M7 Wolga beginnt und knapp 15 km östlich in Woskressenskoje an der Regionalstraße Kowrow – Schuja – Kineschma (auf dem Territorium der Oblast 24K-111) endet.

## Persönlichkeiten
- Alissa Aksjonowa (* 1931), Museologin